# Shaanxi
Shaanxi (chinesisch 陝西省 / 陕西省, Pinyin Shǎnxīⓘ Shěng) ist eine Provinz in der Mitte der Volksrepublik China. Sie gilt als eine der Wiegen der chinesischen Kultur und während mehr als tausend Jahren hatten mehrere bedeutende Dynastien ihre Hauptstadt auf dem Gebiet Shaanxis. Sie gehört trotz der zentralen Lage, der Industrie rund um die Provinzhauptstadt Xi’an und der langen Geschichte zu den ärmeren Provinzen des Landes.

## Name
Der Name der Provinz 陝西 (Shans Westen) bezieht sich auf das Shan-Plateau (陝塬), das heute als Zhangbian-Plateau (張汴塬) bekannt ist. Der Begriff „westlich von Shan“ (自陝而西) tauchte erstmals um 200 v. Chr. in einem Text darüber auf, wie der Herzog von Zhou Ländereien aufteilte.
In der chinesischen Standardsprache wird der Provinzname als /ʂan ɕi/ ausgesprochen (die erste Silbe also ungefähr wie „schann“ und nicht wie „scha’an“, die zweite wie „chi“ in „China“) und wird nach den Regeln der offiziellen Umschrift Pinyin als Shǎnxī transkribiert. Die Schreibung mit Doppel-a ist eine Ausnahme, um Verwechselung mit der Nachbarprovinz Shanxi (山西, Shānxī) zu vermeiden, deren Aussprache sich nur im Ton unterscheidet. Sie lehnt sich an die veraltete Umschrift Gwoyeu Romatzyh an.
Die lokalen Sprachen, die in den beiden Provinzen beheimatet sind, unterscheiden beide Provinznamen deutlicher. Zum Beispiel unterscheidet die Jin-Sprache in Wubu 陝西 /ʂie sɛe/ von 山西 /sã sɛe/, die Jin-Sprache in Lin unterscheidet 陝西 /ʂɻə sei/ von 山西 /sæ sei/, das Mandarin der Zentralchinesischen Ebene in Xianyang unterscheidet 陝西 /ʂã ɕi/ from 山西 /sã ɕi/. Basierend auf lokale Aussprachen wurden 陝西 und 山西 bereits 1748 als Shensi bzw. 山西 Shansi transkribiert. Shensi wurde im Transkriptionssystem der chinesischen Post von 1906 verwendet, doch das Bildungsministerium der Republik China förderte ab 1928 die Gwoyeu Romatzyh. Shensi war neben Shaanxi weiterhin beliebt, bis 1987 die Volksrepublik China Transkriptionen vor der Zeit der Volksrepublik offiziell verbot.

## Geographie
Shaanxi umfasst ein Territorium von 205.624 Quadratkilometern mit einer Nord-Süd-Ausdehnung von 878 Kilometern und einer West-Ost-Ausdehnung von 517 Kilometern. Sie ist die östlichste Provinz Nordwestchinas und grenzt im Osten an die Provinzen Shanxi und Henan, im Norden das Autonome Gebiet Innere Mongolei, im Westen an Ningxia und Gansu sowie im Süden an die regierungsunmittelbare Stadt Chongqing die Provinzen Hubei und Sichuan.

### Relief und Gewässer

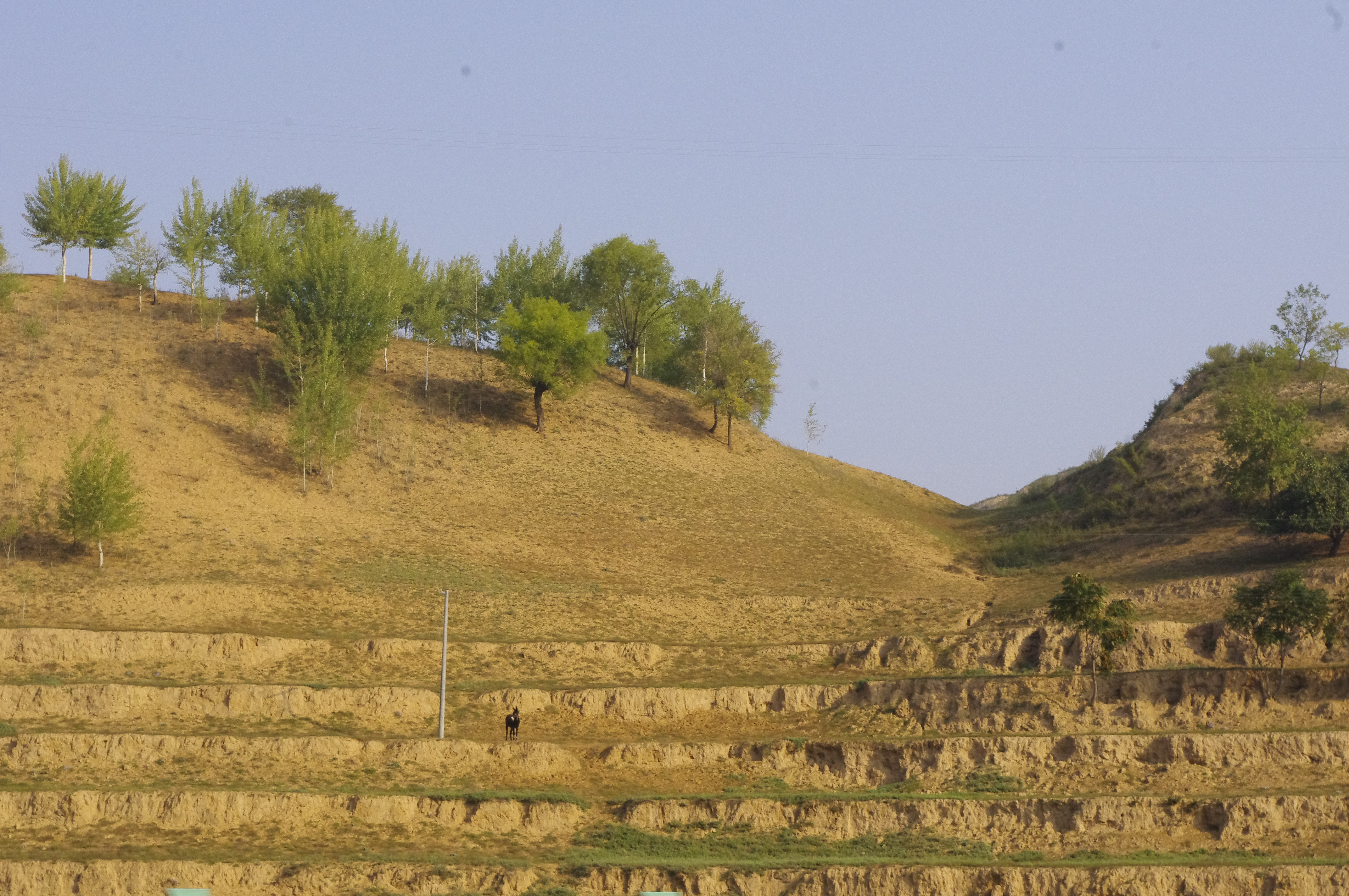
Löss-Landschaft in Shaanxi

Die Provinz wird vom Nordgebirge und dem Qin Ling in drei Regionen unterteilt. Die Mu-Us-Wüste und das von tiefen Erosionsrinnen zerfurchte Lössplateau im Norden nehmen mit 82.200 Quadratkilometern etwa 40 % des Territoriums ein und befinden sich auf Höhen von zwischen 900 und 1900 Metern. Im Mittelteil von Shaanxi befindet sich mit der traditionellen Region Guanzhong um den Wei-Fluss eine Ebene, die 49.400 Quadratkilometer oder etwa 24 % der Fläche der Provinz umfasst und auf 460 bis 850 Metern Seehöhe liegt. Im Süden befinden sich die Gebirge Qin Ling und Daba Shan, diese Region umfasst etwa 74.000 Quadratkilometer oder 36 % der Fläche von Shaanxi und befindet sich auf 1000 bis 3000 Meter über Normalnull. Mit dem Hua Shan, Taibai Shan, Zhongnan Shan und Li Shan befinden sich mehrere landesweit berühmte Gebirge bzw. Berggipfel in Shaanxi. Etwa 10 % der Provinz sind Wüste, vor allem im Norden; 20 % sind mit Steppenvegetation bedeckt, 20 % der Fläche sind landwirtschaftliche Nutzflächen – sie befinden sich vor allem in den Tälern der Flüsse – und 42 % gelten als Waldgebiete, wobei nur ein Bruchteil davon wirklich mit Wald bedeckt ist.
Die nördlichen zwei Drittel Shaanxis befinden sich im Einzugsgebiet des Gelben Flusses, der auf 716 Kilometern durch die Provinz fließt. Er hat sich teilweise tief in das Lössplateau eingeschnitten und windet sich dort zwischen steilen Abhängen und mehrere Schluchten. Auf der Grenze zur Nachbarprovinz Shanxi befindet sich mit dem Hukou-Wasserfall der größte Wasserfall des Flusses. In Shaanxi nimmt der Gelbe Fluss zahlreiche Nebenflüsse auf, von den 349 ein Einzugsgebiet von mehr als 100 Quadratkilometern haben. Der größte davon ist der 818 Kilometer lange Wei-Fluss, weitere bedeutende Zuflüsse sind der Kuye He, Wuding He, Yan He, Luo He und Jing He.
Das südliche Drittel Shaanxis liegt im Einzugsgebiet des Jangtsekiang. Dieser Fluss fließt zwar nicht durch die Provinz, nimmt aber das Wasser von 1772 Flüssen auf, die direkt oder indirekt in den Jangtsekiang münden. Die wichtigsten dieser Flüsse sind der Han Jiang, der Jialing Jiang und deren Nebenflüsse Dan Jiang und Bao He. Insgesamt wird jährlich eine Wassermenge von 31 Milliarden Kubikmetern durch den Jangtsekiang aus Shaanxi abgeführt; aufgrund der Niederschlagsverhältnisse befinden sich zwei Drittel der Wasserressourcen Shaanxis im südlichen Drittel der Provinz.
Shaanxi hat sehr wenige natürliche Seen, per 2018 existierten jedoch 1102 Stauseen mit einem Fassungsvermögen von insgesamt 9,4 Milliarden Kubikmetern Wasser. Darüber hinaus werden große landwirtschaftliche Gebiete durch Damm- und Deichanlagen künstlich bewässert. Die Flüsse Shaanxis sind größtenteils seicht und trocknen regelmäßig aus, so dass nur der Han Jiang und einige Abschnitte des Gelben Flusses schiffbar sind.

### Klima und Naturkatastrophen
Das ost-westlich verlaufende Qin-Ling-Gebirge bildet eine Wetterscheide zwischen Nord- und Südchina und dem Nord- und Südteil Shaanxis. Während der Norden zur kühlgemäßigten Klimazone zählt, der zudem nahe der Chinesischen Mauer ein montanes Gebirgsklima aufweist, ist das Klima südlich der Berge subtropisch. Das Klima von Shaanxi kennt vier Jahreszeiten: Der Frühling ist generell relativ niederschlagsarm und wechselhaft, es kommt häufig zu Staubstürmen. Der Sommer ist sehr heiß und trocken, der Herbst kühl und feucht, der Winter kalt bis sehr kalt und trocken. Die Jahresdurchschnittstemperaturen liegen zwischen 9 °C und 16 °C und steigen in Richtung Süden bzw. Osten. Auf dem Lössplateau wird die Landwirtschaft durch Wassermangel und strenge Winter beeinträchtigt: Hier fallen jährlich nur zwischen 400 und 500 Millimeter Niederschlag. Im südlichen Bergland fallen hingegen rund 1200 Millimeter Niederschlag jährlich, während es in Zentral-Shaanxi zwischen 500 und 700 Millimeter sind.
Shaanxi war in seiner Geschichte häufig verheerenden Dürren ausgesetzt, die alle zwei bis drei Jahrzehnte auftraten, zwei Jahre andauerten und dazu führten, dass bis zu 20 % der Bevölkerung verhungerten. Die letzten derartigen Katastrophen traten in den Jahren 1899/1900 und 1929/31 auf; seitdem haben der Anschluss Shaanxis an das moderne Transportwesen und der Bau von Bewässerungsanlagen die Gefahr gelindert. Eine weitere Gefahr sind Starkregen im Sommer, die kleine Flüsse in der Lößebene anschwellen und zu zerstörerischen Strömen werden lassen, die viel Sediment mit sich führen und nicht nur alles auf ihrem Weg mitreißen, sondern große Gebiete unter einer dicken Schlammschicht begraben. Shaanxi wird immer wieder von Erdbeben getroffen, das Beben von 1556 gehört zu den verheerendsten in der Geschichte Chinas.

## Geschichte
Die ersten Hominiden siedelten hier schon vor 1,15 Millionen Jahren und breiteten sich entlang des Gelben Flusses aus, der Lantian-Mensch lebte im Pleistozän in der Region. Shaanxi gilt als eine der bedeutendsten Wiegen der chinesischen Zivilisation. Vierzehn Dynastien hatten hier während mehr als 1000 Jahren ihre Residenz, darunter die Zhou-, Qin-, Han- und Tang-Dynastien.
Am 23. Januar bzw. 2. Februar 1556 kamen beim Erdbeben in Shaanxi 1556, dem schwersten Erdbeben der Geschichte, welches auch Gebiete in heutigen Nachbarprovinzen betraf, 830.000 Menschen ums Leben. Während der Dunganenaufstände wurde die Provinzhauptstadt Xi’an 1862 zunächst von in den Süden der Provinz einfallenden Taiping-Rebellen, im Jahr darauf dann von muslimischen Hui belagert. Bis 1872 kontrollierten die Hui vor allem den Norden und Westen der Provinz, aber auch weitere Gebiete im Süden Shaanxis und weite Teile Nordchinas. Während der Moslemaufstände wurden Millionen von Hui, aber auch zahlreiche Han getötet, der Großteil der muslimischen Gemeinden der Provinz war danach vernichtet oder geschwächt.
Ende 1911 wurde auch Xi’an von der Revolution erfasst, die Provinz Shaanxi sagte sich von der kaiserlichen Zentralregierung los. Nach der Errichtung der Republik China wurde Shaanxi ab 1916 in den Bürgerkrieg zwischen Nördlichen Kriegsherren, Nationalisten und Kommunisten hineingezogen. Stand die Provinz um 1920 unter dem Einfluss der Anhui-Clique, so dominierten um 1924 die Zhili-Generale und 1926 die Guominjun. Im Nordteil der Provinz lag 1935 die von Kommunisten errichtete „Chinesische Sowjetrepublik“ von Yan’an, im Südteil ereignete sich 1936 der Zwischenfall von Xi’an.

## Verwaltungsgliederung
Die Provinz Shaanxi setzt sich 2020 aus zehn bezirksfreien Städten zusammen.
| Region                        | Chin.  | Hanyu Pinyin  | Verwaltungs- sitz | Fläche (km²) | Einwohner (2020) |
| ----------------------------- | ------ | ------------- | ----------------- | ------------ | ---------------- |
| Shaanxi                       | 陕西省 | Shǎnxī Shěng  | Xi’an             | 205.623,88   | 39.528.999       |
| — Provinzunmittelbare Stadt — |        |               |                   |              |                  |
| Xi’an                         | 西安市 | Xī'ān Shì     | Weiyang           | 10.096,81    | 12.183.280       |
| — Bezirksfreie Städte —       |        |               |                   |              |                  |
| Tongchuan                     | 铜川市 | Tóngchuān Shì | Yaozhou           | 3.884,81     | 698.322          |
| Baoji                         | 宝鸡市 | Bǎojī Shì     | Jintai            | 18.116,93    | 3.321.853        |
| Xianyang                      | 咸阳市 | Xiányáng Shì  | Qindu             | 10.323,99    | 4.983.340        |
| Weinan                        | 渭南市 | Wèinán Shì    | Linwei            | 13.030,56    | 4.688.744        |
| Yan’an                        | 延安市 | Yán'ān Shì    | Baota             | 37.030,54    | 2.282.581        |
| Hanzhong                      | 汉中市 | Hànzhōng Shì  | Hantai            | 27.096,43    | 3.211.462        |
| Yulin                         | 榆林市 | Yúlín Shì     | Yuyang            | 42.920,18    | 3.624.750        |
| Ankang                        | 安康市 | Ānkāng Shì    | Hanbin            | 23.536,31    | 2.493.436        |
| Shangluo                      | 商洛市 | Shāngluò Shì  | Shangzhou         | 19.587,31    | 2.041.231        |

Im Jahr 2020 gab es 107 Verwaltungseinheiten auf Kreisebene: sechs kreisfreie Städte, 30 Stadtbezirke und 71 Kreise. Auf Gemeindeebene gab es im selben Jahr 1.313 Verwaltungseinheiten: 23 Straßenviertel, 973 Großgemeinden und 17 Gemeinden.

### Städte
Die meisten Großstädte liegen im dicht besiedelten Tal des Wei-Flusses, dazu gehören die Provinzhauptstadt Xi’an, Weinan, Baoji und Xianyang. In der Wei-Fluss-Ebene leben zwei Drittel der Bevölkerung.
Die zehn größten Städte der Provinz mit Einwohnerzahlen der eigentlichen städtischen Siedlung auf dem Stand der Volkszählung 2020 sind die folgenden:
| Rang | Stadt    | Einwohnerzahl | Rang | Stadt     | Einwohnerzahl |
| 1    | Xi’an    | 9.900.000     | 6    | Ankang    | 514.068       |
| 2    | Baoji    | 1.107.702     | 7    | Weinan    | 508.065       |
| 3    | Xianyang | 944.316       | 8    | Yan’an    | 488.216       |
| 4    | Yulin    | 728.791       | 9    | Tongchuan | 420.000       |
| 5    | Hanzhong | 673.476       | 10   | Shenmu    | 403.133       |

## Bevölkerung
| Jahr | Einwohnerzahl |
| ---- | ------------- |
| 1953 | 15.881.281    |
| 1964 | 20.766.915    |
| 1982 | 28.904.423    |
| 1990 | 32.882.000    |
| 2000 | 36.050.000    |
| 2010 | 37.327.379    |
| 2020 | 39.528.999    |

Per Jahresende 2020 wurde für Shaanxi eine ansässige Bevölkerung von 39.528.999 Einwohnern gezählt. Sie war gegenüber der vorangegangenen volkszählung 2010 um 2.201.621 Personen (+5,9 %) angewachsen. Die urbane Bevölkerung belief sich auf 24.769.730 Personen oder 62,66 % der ansässigen Bevölkerung der Provinz. Der Anteil der Männer lag bei 51,17 % der ansässigen Bevölkerung. 17,33 % der Bevölkerung waren unter 14 Jahren alt, 63,46 % waren im Alter zwischen 15 und 59 Jahren, und 19,20 % waren älter als 60 Jahre. Es gab im Jahr 2018 410.800 Geburten und 240.200 Todesfälle, was einem natürlichen Wachstum von 0,44 % entsprach.
39.306.255 Einwohner (99,44 %) zählten zu den Han und 222.744 (0,56 %) zu ethnischen Minderheiten (überwiegend muslimische Hui). Neben dem Trommelturm in Xi’an gibt es ein muslimisches Viertel, in dem bis heute eine hölzerne Moschee aus der Tang-Zeit erhalten ist.
Noch bis zum Ende des 19. Jahrhunderts machten Hui und andere muslimische Völker Chinas über 78 % der damaligen Bevölkerung (6,5 Mio. von 8,3 Mio. Einwohnern) aus. Heute sind es weniger als 1 %.

## Wirtschaft
Das Bruttoinlandsprodukt der Provinz Shaanxi betrug im Jahre 2018 etwa 2444 Milliarden Yuan. Es wurde zu 7,5 % im Primärsektor, zu 49,7 % im Sekundärsektor und zu 42,8 % im Tertiärsektor erwirtschaftet. Das BIP pro Kopf betrug 2018 63.477 Yuan und war um 7,5 % angestiegen.
Die Landwirtschaft trug im Jahre 2018 etwa 138 Milliarden Yuan zum Bruttoinlandsprodukt bei. Es wurde auf 3 Millionen Hektar Getreide angebaut, wobei im Norden vor allem Sommergetreide geerntet wird, während in der Ebene des Wei-Flusses Weizen, Mais, Baumwolle und Raps angebaut werden. Der Anbau von Baumwolle nimmt seit den 1970er Jahren zugunsten des Anbaus von Tabak, Gemüse und Ölsaaten ab. Im bergigen Süden dominiert der Anbau von Getreide auf Terrassenfeldern. Hier hat der Maisanbau zugenommen. Auf 12,4 Millionen Hektar wird Forstwirtschaft betrieben. Es wurden 8,4 Millionen Schweine, 1,5 Millionen Rinder, 8,7 Millionen Schafe und Ziegen sowie 72 Millionen Stück Geflügel gehalten. Die Fleischproduktion belief sich auf 1,14 Millionen Tonnen.
Die Industrialisierung Shaanxis begann in den 1930er Jahren. Seit den 1950er Jahren wurde in der Provinz gezielt Schwer- und Rüstungsindustrie angesiedelt, weil die Region als Brücke nach Westchina gilt und fernab der Küste liegt. Um Xi’an befinden sich deshalb wichtige Betriebe der chinesischen Flugzeug-, Maschinenbau- und Rüstungsindustrie, speziell die staatlichen Betriebe gerieten in den 1990er Jahren jedoch in eine Krise, weil sie mit Unternehmen in den Küstenprovinzen nicht wettbewerbsfähig waren. Die Industrie trug im Jahre 2018 etwa 963 Milliarden Yuan zum Bruttoinlandsprodukt bei, was eine Steigerung von 9 % gegenüber 2017 bedeutete. Die Energieerzeugung und die High-Tech-Industrien wuchsen am stärksten, der Bestand an öffentlichem Anlagevermögen legte um 15,1 % zu. Die Exporte Shaanxis beliefen sich im Jahre 2018 auf 208 Milliarden Yuan und waren um 25,3 % angewachsen, die Importe beliefen sich auf 143,5 Milliarden Yuan und waren um 35,4 % angewachsen.
Weite Landstriche Shaanxis, insbesondere im Norden und in von Umweltzerstörung betroffenen Regionen des Südens werden von der Zentralregierung finanziell unterstützt.

## Tourismus

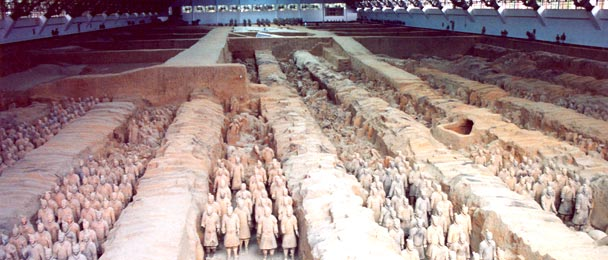
UNESCO-Weltkulturerbe in der Provinzhauptstadt Xi’an: Terrakottaarmee im Mausoleum Qin Shihuangdis, des Reichsgründers Chinas

Die Provinzhauptstadt Xi’an ist eine der historisch interessantesten Städte Chinas. Die alte Kapitale, die ihre Blütezeit vor 1.300 Jahren erlebte, birgt nur noch zwei Bauten aus jener Ära: die große und die kleine Wildganspagode. Sehenswert ist aber auch die mächtige Stadtmauer aus dem späten 14. Jahrhundert, die Moschee, der Glockenturm und mehrere Museen. In der Nähe von Xi’an befindet sich auch die Terrakottaarmee im Mausoleum des ersten Kaisers von China Qin Shihuangdi (Weltkulturerbe).
Weitere Sehenswürdigkeiten:
- Banpo-Steinzeitdorf, in der Nähe von Xi’an
- Mehrere kaiserliche Mausoleen
- Daqin-Pagode
- Yan’an, Ziel des Langen Marschs und Machtzentrum der Kommunistischen Partei Chinas von 1935 bis 1948
- Historisches Museum von Shaanxi, in Xi’an
- im Süden von Xi’an liegt der Hua Shan, einer von fünf heiligen Bergen Chinas, zu dessen Gipfeln ausschließlich Treppen führen.

## Verkehr
Im Jahre 1934 wurde die Provinzhauptstadt Xi’an an das Eisenbahnnetz Chinas angeschlossen. Bis 1945 wurde die Bahn über Xi’an hinaus bis Tianshui verlängert. Heute ist Xi’an ein Eisenbahnknotenpunkt, an dem sich mit der Schnellfahrstrecke Zhengzhou-Xi’an, der Schnellfahrstrecke Xi’an-Baoji, der Schnellfahrstrecke Datong-Xi’an, der Longhai-Bahn, der Bahnstrecke Nanjing-Xi’an und der Bahnstrecke Xi’an-Ankang mehrere bedeutende Eisenbahnlinien treffen. Weitere wichtige Bahnlinien, die durch Shaanxi verlaufen, sind die Bahnstrecke Baoji–Chengdu und die Bahnstrecke Baoji-Zhongwei. Mit der Bahnstrecke Xi’an–Yan’an wurde im Dezember 2018 der Bau einer Anbindung Nord-Shaanxis an das Hochgeschwindigkeitsnetz genehmigt.
Das Straßennetz Shaanxis umfasst per 2018 172.500 Kilometer, wovon 5279 Kilometer Autobahn waren. Fast alle Verwaltungseinheiten auf Kreisebene sind mittlerweile an das Autobahnnetz angeschlossen.
Der größte Flughafen der Provinz ist der Flughafen Xi’an-Xianyang, darüber hinaus sind die Flughäfen Yulin, Ankang, Yan’an und Hanzhong von Bedeutung.